# Martin Pollich
Martin Pollich (Mellrichstadt; 1455 - Wittenberg, 27 de diciembre de 1513) fue un médico alemán. 

## Biografía
Recibió el doctorado en filosofía y en medicina, y enseñó esta ciencia en la Universidad de Leipzig. En 1495, a consecuencia de una violenta disputa con Simon Pistoris el Viejo, dimitió de su cátedra. Los escritos en que exteriorizó sus diferencias con Pistoris fueron: Declaratio defensiva de morbo Franco (Leipzig, 1500), Pistorii confutatio (Leipzig, 1501).
Sostuvo otra polémica con Konrad Wimpina, por haber este atacado su obra Laconismi Wimpina (1504); y publicó a este efecto Wimpinianae offensiones et denigrationes theologiae.
Pollich fue médico del elector Federico III de Sajonia, al que había acompañado a Palestina y al que indujo a fundar la Universidad de Wittemberg, la cual, bajo el rectorado de Pollich, se convirtió en centro de las nuevas ideas. Doctorado en teología en 1503, enseñó esta disciplina durante varios años, pero en los últimos años de su vida volvió a enseñar la medicina. Por su erudición fue llamado lux mundi.
Dejó además otras obras como: Cursus logici et commentarii in omnes libros logicos Aristotelis (Leipzig, 1512) y Cursus physici (Leipzig, 1514). En su cátedra de Wittemberg enseñó la filosofía tomista.